# نبيكسيمولس
نبيكسيمولس مكونات الكانابينويد الفعالة الرئيسية بهذا المنتج هي: الـ تتراهيدروكانابينول THC والـ كانابيديول CBD.
وقد طوّر على شكل رذاذ للأغشية المخاطية الفموية. وتكون الجرعة في كل رذة THC mg 2.7 و 2.5 mg CBD.
طوّر لتخفيف ألم الأعصاب، التشنجية spasticity، فرط نشاط المثانة وأعراض أخرى.

## التأثيرات الجانبية
أكثر التأثيرات الجانبية شيوعاً في الطور الثالث من التجارب السريرية كانت: الدوخة (25%)، النعاس (8.2%)، التوهان (disorientation (4%.